# 1856

## Събития
- Създадени са първите български читалища в Свищов, Шумен и Лом.

## Родени
- ? – Антон Франгя, български политик
- Райна Княгиня, българска революционерка
- 5 (17) март – Михаил Врубел, руски художник
- Върбан Винаров, български военен деец
- Илия Кърчовалията, български хайдутин и революционер
- Щерьо Михайлов, български революционер
- 7 януари – Стоян Михайловски
- 18 януари – Никола Генев, български военен деец
- 25 януари – Фридрих Грюнангер, австрийски архитект
- 23 март – Иван Сарафов, български военен деец
- 25 март – Марин Маринов, български военен деец
- 25 март – Макс Уле, германски археолог
- 20 април – Кирил Ботев, Български офицер и държавник
- 23 април – Иван Мърквичка, български художник от чешки произход
- 24 април – Филип Петен, Френски политик
- 6 май – Зигмунд Фройд, австрийски невролог и психолог
- 6 май – Робърт Пири, американски изследовател
- 10 май – Иван Урумов, български ботаник
- 15 май – Л. Франк Баум, американски детски писател
- 15 май – Лиман Франк Баум, американски детски писател
- 18 май – Спас Вацов, български метеоролог
- 25 май – Луи Франше д'Еспере, френски маршал
- 12 юни – Спиро Гулабчев, български общественик
- 14 юни – Димитър Благоев, български политик
- 21 юни – Фридрих Клуге, езиковед
- 26 юли – Джордж Бърнард Шоу, британски драматург
- 6 август – Панайот Дворянов, български офицер
- 27 август – Иван Франко, украински писател
- 13 септември – Артур Кьониг, германски физиолог
- 31 октомври – Константин Никифоров, български офицер (майор) и политик (19 октомври стар стил)
- 5 декември – Димитър Мишев, български публицист и политик
- 6 декември – Никола Рясков, български военен деец
- 22 декември – Франк Билингс Келог, американски политик

## Починали
- Михаил Воронцов, руски генерал
- 17 февруари – Хайнрих Хайне, немски поет
- 19 февруари – Конрад Хейер, американски фермер и ветеран
- 24 февруари – Николай Лобачевски, руски математик
- 3 май – Адолф Адам, френски композитор
- 26 юни – Макс Щирнер, немски философ
- 9 юли – Амадео Авогадро, италиански физик и химик
- 29 юли – Роберт Шуман, немски композитор
- 2 август – Капитан дядо Никола, български войвода и национален герой
- 19 август – Шарл Жерар, френски химик

Вижте също:
- календара за тази година